# Серце виказало
«Се́рце ви́казало» (англ. The Tell-Tale Heart) — оповідання Едгара Аллана По, опубліковане в 1843 році в журналі «The Pioneer».
«Серце виказало» — одне з найвідоміших оповідань Едгара По, історія, що є класикою готичного жанру. Це аналіз свідомості людини, що потерпає від почуття провини.
Історію розповідає чоловік, ім'я якого читачеві не повідомляється. Цей чоловік вбив старого, що жив з ним під одним дахом. Оповідач наполягає на своїй осудності, пояснюючи вбивство тим, що у старого було «око грифа» з більмом, яке доводило вбивцю до сказу. У своїй сповіді вбивця детально викладає шлях, який він пройшов до скоєння злочину й до власного викриття.

## Сюжет
В оповіданні розповідь веде безіменний оповідач. Оповідач стверджує, що він при розумі, але має хворобу, яка викликає загострення почуттів, особливо у нього загострений слух. Він чув усе, що відбувалося на небі та на землі, і навіть у пеклі.
Старий, з яким він живе, має бліде мертвенно-блакитне око, затягнуте плівкою, яке, як заявив оповідач, доводило його до сказу. Оповідач задумує вбивство, хоча заявляє, що він любить старого, ніколи не бажав його багатств і ненавидить тільки око.
Вбивця протягом тижня в один і той же час, годинами пробираючись в кімнату старого, відчиняв до неї двері й дивився на сплячого. На восьму ніч старий прокинувся від різкого звуку і нажахався, проте через деякий час заспокоївся і знову ліг. Вбивця відчинив трохи ліхтар, і тонкий промінь світла впав прямо на сліпе око старого; раптом засувка ліхтаря клацнула, і оповідач почув частий стукіт серця стривоженої жертви, який ставав все голоснішим і голоснішим. Злякавшись, що цей звук приверне увагу сусіда, вбивця з криком накинувся на старого; той встиг один раз скрикнути, але оповідач «стягнув його на підлогу і придавив важким ліжком».
Оповідач розчленував тіло і приховав частини під мостинами, переконавшись, що не залишилося жодних слідів злочину. Однак сусід почув крик і викликав поліцію. Вбивця поводився спокійно: сказав, що сам скрикнув уві сні, а старий виїхав з міста. Поліція бачить, що гроші не чіпали, і не знаходить жодних слідів насильства. Їхні підозри розсіяні. Вбивця приніс у кімнату стільці й запропонував поліцейським відпочити від трудів.
Свій стілець оповідач поставив на те саме місце, де покоївся труп його жертви. У той час як він почувався дедалі впевненіше, оповідач почав чути слабкий шум, який підсилювався. Він дійшов висновку, що це б'ється серце старого під мостинами. Стук все наростав і був такий виразний і гучний, що вбивця був упевнений, що поліцейські не можуть його не чути. Намагаючись відвернути їх і заглушити звук, він став говорити голосніше, потім кричати, сипати прокльонами, стукати стільцем, але нічого не допомагало: стукіт серця-викривача не вдавалося перекричати.
Впевнений, що поліцейські про все здогадалися і вдають, що нічого не чують, знущаючись з нього, оповідач втратив контроль, зізнався у вбивстві старого і сказав їм, щоб відірвали мостини, де сховане тіло.

## Публікації оповідання

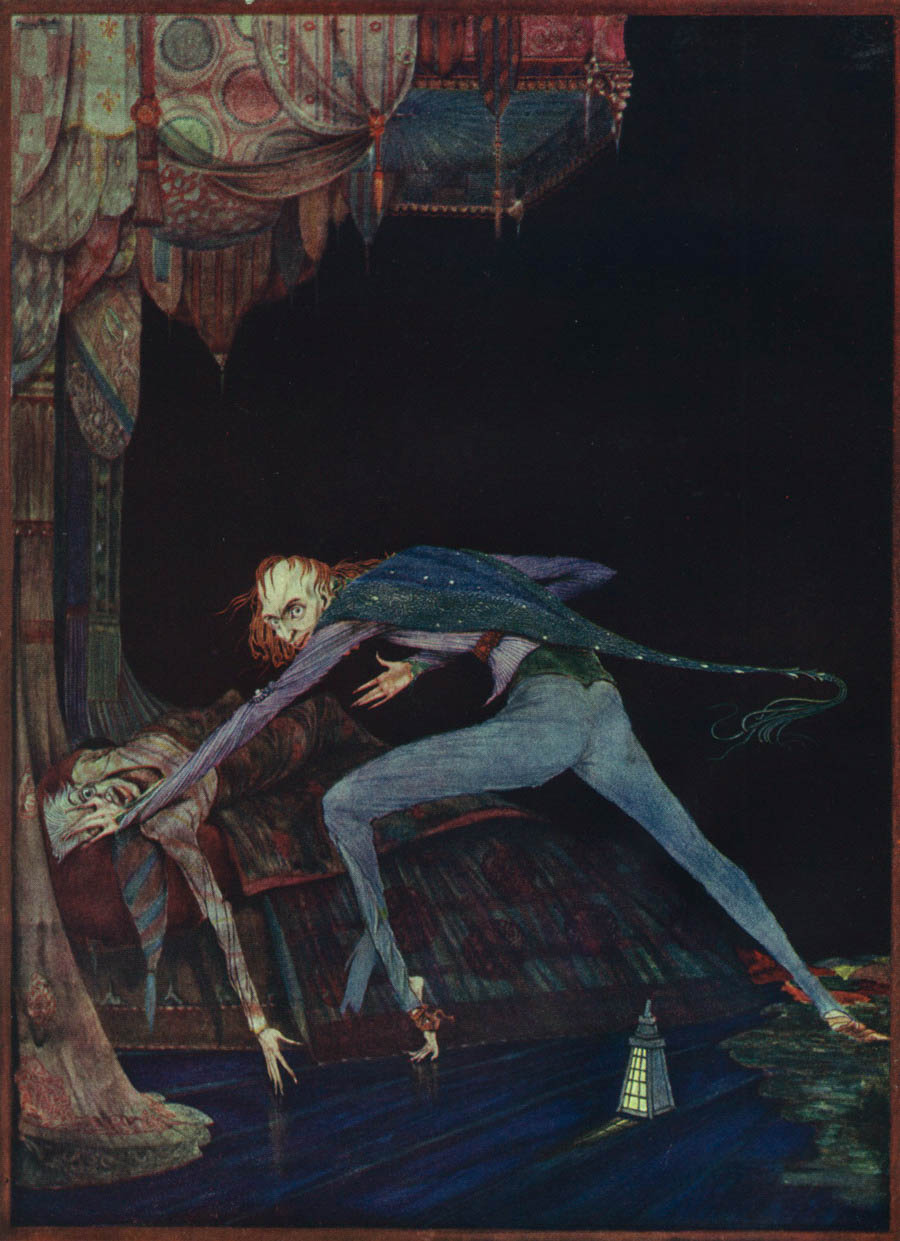
Ілюстрація Гаррі Кларка, 1919

Спочатку Едгар По відправив рукопис редактору The Boston Miscellany Генрі Такерману, але той повернув рукопис автору, побажавши отримати від нього «що-небудь більш спокійне».
Вперше новела «Серце виказало» вийшла друком 1 січня 1843 в першому номері бостонського літературного щомісячника The Pioneer, який редагував письменник Джеймс Рассел Ловелл. Гонорар Едгара По за першу публікацію новели склав всього 10 доларів.
Остання прижиттєва публікація з'явилася в журналі Broadway Journal 23 серпня 1845. Трохи пізніше, 27 серпня, текст розповіді за цим виданням був передрукований в газеті Spirit of the Time (Філадельфія).
У 1857 році Шарль Бодлер включив французький переклад новели до збірки «Nouvelles Histoires extraordinaires».

## Відображення в масовій культурі
- У мультсеріалі «Сімпсони» розповідь пародіюється в серіях «The Telltale Head» («Голова-викривач»)[6] і «Lisa's Rival».

- Американська група Tourniquet, яка грає християнський метал, включила композицію «The Tell-Tale Heart», текст якої заснований на новелі По, в альбом Crawl to China (1997).

- У комп'ютерній грі The Dark Eye (1995), сюжет якої заснований на творчості Едгара По, можна пройти шлях персонажів оповідання «Серце виказало», граючи за Старого або за Вбивцю.

- Оповідання «Серце виказало» — один з найбільш екранізованих творів Едгара По: згідно з базою IMDb («Інтернет-база кінофільмів»), сюжет «Серце виказало» був використаний більш ніж в 40 кіно-, теле- і відеофільмах.